# Henrik Florus Ringius
Henrik Florus Ringius, född 26 november 1847 i Varberg, död 31 maj 1925 i Solberga församling, Bohuslän, var kyrkoherde i Solberga församling, och från 1924 prost över egen församling. Han gav ut flera uppbyggelseskrifter, och är som psalmförfattare representerad i 1937 års psalmbok med två psalmer (nr 249 och 250), av vilka en finns kvar i Den svenska psalmboken 1986 (nr 416). 
Ringius gifte sig 1883 med Alma Alexandra Beausang (1853–1935). De var föräldrar till konstnärerna Magda och Lotten Ringius samt morföräldrar till tonsättaren Daniel Helldén.

## Psalmer
- Lyssna, Sion! Klagan ljuder (1937 nr 249) skriven 1909
- För hednavärlden vida (1937 nr 250, 1986 nr 416) skriven 1907, senare bearbetad till För hela världen vida av Jan Arvid Hellström